# Sinagoga di Cherasco
La sinagoga di Cherasco è un esempio ancora integro di sinagoga di ghetto piemontese. Edificata nel Settecento, si trova all'ultimo piano di un edificio in via Marconi 6, nell'area dell'antico ghetto.

## L'edificio
Con l'istituzione del ghetto nel 1730, si edificò la nuova sinagoga, rinnovata quindi nel 1797, come ricorda una lapide posta nell'atrio di ingresso sopra il lavabo.
Come tipico nelle sinagoghe di ghetto, niente doveva tradire dall'esterno la presenza del luogo di culto. Per contrasto, l'interno è riccamente decorato nello stile del barocco piemontese. La sala di preghiera è un piccolo ambiente a pianta quadrangolare con arredi settecenteschi di legno intagliato e dipinto. L'ambiente è illuminato da ampie finestre che si affacciano su un cortile interno. L'aron in legno dipinto è addossato alla parete orientale, in modo che la congregazione in preghiera sia rivolta verso Gerusalemme; ha ante dorate e finemente cesellate con le parole dei Dieci Comandamenti, è fiancheggiato su ogni lato da colonne tortili, e sovrastato da una piccola vetrata rotonda. Al centro della sala è posta la tevah ottangonale, in legno scolpito e dipinto, ornata da otto colonne tortili a baldacchino, dai colori vivaci. La stessa tipologia si trova nelle sinagoghe di Carmagnola, Mondovì e Chieri.
Le pareti sono decorate da appliques a specchi, disegni floreali e iscrizioni in ebraico. Dal soffitto a botte, dipinto in un grigio-blu con accenti di color pesca, pendono numerose lampade in ottone. L'arredo è completato da semplici banchi in legno scuro addossati alle pareti. Il pavimento è in piastrelle esagonali di color grigio e blu. Il piccolo matroneo si affaccia in alto sulla sala, nascosto da una grata lignea, inquadrato da piccole colonne dipinte; vi si giunge dall'atrio attraverso una ripida scala. Davanti alla porta del tempio si apre l'aula della scuola per l'insegnamento della Torà.
La sinagoga è riuscita a superare senza eccessivi danni e alienazioni il lungo periodo di abbandono nel Novecento dovuto alla scomparsa della comunità locale. Oggi il tempio, di proprietà della comunità ebraica di Torino, è gestito dalla Fondazione DeBenedetti Cherasco 1547 che ne garantisce l'apertura regolare ed è divenuta un frequentato luogo di visite. Una piccola mostra didattica, "Vita e cultura ebraica in Piemonte nei secoli XVIII e XIX", allestita dal 1984 nei locali attigui alla sinagoga a cura di Giorgio Avigdor, accoglie i numerosi visitatori.